# Related Designs
Related Designs était un studio allemand de développement de jeux vidéo créé en 1995 et rendu célèbre pour sa série de jeux de gestion Anno.
En 2007, Ubisoft devient actionnaire et acquiert 30 % des parts de l'entreprise grâce à l'acquisition de Sunflowers, éditeur de la série Anno. Ubisoft obtient les 70 % de parts restants en avril 2013. En 2014, il est intégré à Ubisoft Blue Byte et en devient une antenne à Mayence.

## Jeux développés
| Titres                               | Année | Plates-formes        |
| ------------------------------------ | ----- | -------------------- |
| America                              | 2000  | Windows              |
| America: Add-On                      | 2001  | Windows              |
| Castle Strike                        | 2003  | Windows              |
| No Man's Land                        | 2003  | Windows              |
| Anno 1701                            | 2006  | Windows, Nintendo DS |
| Anno 1701 : la Malédiction du dragon | 2008  | Windows              |
| Anno 1404                            | 2009  | Windows              |
| Anno 1404 : Venise                   | 2010  | Windows              |
| Anno 2070                            | 2011  | Windows              |
| Might and Magic Heroes Online        | 2014  | Windows              |